# Tüttleben
Tüttleben é um município da Alemanha localizado no distrito de Gota, estado da Turíngia.  Pertence ao verwaltungsgemeinschaft de Nesseaue.

## Demografia
Evolução da população (em 31 de dezembro):
| - 1994 - 659 - 1995 - 645 - 1996 - 641 - 1997 - 729 | - 1998 - 739 - 1999 - 751 - 2000 - 752 - 2001 - 775 | - 2002 - 779 - 2003 - 770 - 2004 - 784 - 2005 - 768 |

Datenquelle: Thüringer Landesamt für Statistik